# Кубок Італії з футболу 1940—1941
Кубок Італії з футболу 1940—1941 — 8-й розіграш Кубка Італії з футболу. У турнірі взяли участь 156 італійських клубів. Титул володаря кубка Італії вперше здобула «Венеція», яка у фіналі переграла «Рому».

## Календар
| Раунд            | Дата                          | Матчі | Клуби    |
| ---------------- | ----------------------------- | ----- | -------- |
| Попередній раунд | 22-26 вересня 1940            | 58    | 156 → 98 |
| Перший раунд     | 29 вересня - 3 жовтня 1940    | 32    | 98 → 66  |
| Другий раунд     | 6 жовтня 1940                 | 18    | 66 → 48  |
| Третій раунд     | 30 листопада - 25 грудня 1940 | 16    | 48 → 32  |
| 1/16 фіналу      | 11-18 травня 1941             | 16    | 32 → 16  |
| 1/8 фіналу       | 17-18 травня 1941             | 8     | 16 → 8   |
| 1/4 фіналу       | 25 травня 1941                | 4     | 8 → 4    |
| 1/2 фіналу       | 1/5 червня 1941               | 2     | 4 → 2    |
| Фінал            | 8/15 червня 1941              | 2     | 2 → 1    |

## 1/16 фіналу
| Команда 1                  | Рахунок | Команда 2             |
| -------------------------- | ------- | --------------------- |
| 11 травня 1941             |         |                       |
| Амброзіана-Інтер           | 0:2     | Ювентус               |
| Аталанта                   | 2:2 дч  | Брешія (2)            |
| Барі                       | 0:2     | Новара                |
| Казале (3)                 | 1:5     | Мілан                 |
| Фіорентіна                 | 1:0     | Лігурія (2)           |
| Фьюмана (3)                | 2:1     | Дженоа 1893           |
| Ліворно                    | 2:0     | Савона (2)            |
| Падова (2)                 | 6:1     | Салернітана (3)       |
| Аурора Про Патрія 1919 (3) | 0:1     | Луккезе (2)           |
| Рома                       | 6:1     | Фанфулла (2)          |
| Спеція (2)                 | 1:0     | Анконітана-Б'янкі (2) |
| Торіно                     | 1:1 дч  | Наполі                |
| Трієстіна                  | 1:2     | Лаціо                 |
| Удінезе (2)                | 4:0     | Верона (2)            |
| Венеція                    | 3:0     | Борцаккіні Терні (3)  |
| 15 травня 1941             |         |                       |
| Сієна (2)                  | 0:0 дч  | Болонья               |

Перегравання
| Команда 1      | Рахунок | Команда 2 |
| -------------- | ------- | --------- |
| 15 травня 1941 |         |           |
| Брешія (2)     | 4:2     | Аталанта  |
| Наполі         | 1:2     | Торіно    |
| 18 травня 1941 |         |           |
| Болонья        | 6:3     | Сієна (2) |

## 1/8 фіналу
| Команда 1      | Рахунок | Команда 2   |
| -------------- | ------- | ----------- |
| 17 травня 1941 |         |             |
| Болонья        | 3:1 дч  | Ліворно     |
| 18 травня 1941 |         |             |
| Фіорентіна     | 5:3     | Ювентус     |
| Фьюмана (3)    | 0:1 дч  | Спеція (2)  |
| Луккезе (2)    | 1:3     | Падова (2)  |
| Мілан          | 0:2     | Лаціо       |
| Рома           | 2:2     | Новара      |
| Торіно         | 5:2     | Брешія (2)  |
| Венеція        | 5:0     | Удінезе (2) |

Перегравання
| Команда 1      | Рахунок | Команда 2 |
| -------------- | ------- | --------- |
| 22 травня 1941 |         |           |
| Новара         | 0:2     | Рома      |

## 1/4 фіналу
| Команда 1      | Рахунок | Команда 2  |
| -------------- | ------- | ---------- |
| 25 травня 1941 |         |            |
| Болонья        | 3:4     | Венеція    |
| Падова (2)     | 1:3     | Торіно     |
| Спеція (2)     | 2:5     | Лаціо      |
| Рома           | 4:1     | Фіорентіна |

## 1/2 фіналу
| Команда 1     | Рахунок | Команда 2 |
| ------------- | ------- | --------- |
| 1 червня 1941 |         |           |
| Торіно        | 1:1 дч  | Рома      |
| Венеція       | 3:1     | Лаціо     |

Перегравання
| Команда 1     | Рахунок | Команда 2 |
| ------------- | ------- | --------- |
| 6 червня 1941 |         |           |
| Рома          | 1:0     | Торіно    |

## Фінал
| 8 червня 1941 |

| Рома                 | 3:3 дч | Венеція                                |
| -------------------- | ------ | -------------------------------------- |
| Амадеї 14', 16', 19' |        | Маццола 57' Діоталеві 63' Альберті 68' |

| «Стадіо Націонале ПНФ», Рим Арбітр: Ренцо Курраді |

### Перегравання
| 15 червня 1941 |

| Венеція  | 1:0 | Рома |
| -------- | --- | ---- |
| Лоїк 72' |     |      |

| «П'єрлуїджі Пенцо», Венеція Арбітр: Раффаеле Скорцоні |